# پنسیلوانیا (آلاباما)
پنسیلوانیا (به انگلیسی: Pennsylvania) یک منطقهٔ مسکونی در ایالات متحده آمریکا است که در شهرستان موبایل، آلاباما واقع شده‌است. پنسیلوانیا ۶٫۱ متر بالاتر از سطح دریا قرار دارد.

## جستارهای وابست
- فهرست شهرهای ایالات متحده آمریکا بر پایه جمعیت